# Postmonorchis orthopristis
Postmonorchis orthopristis är en plattmaskart. Postmonorchis orthopristis ingår i släktet Postmonorchis och familjen Monorchiidae. Inga underarter finns listade i Catalogue of Life.